# Mount Colburn
Mount Colburn är ett berg i Antarktis. Det ligger i Västantarktis. Inget land gör anspråk på området. Toppen på Mount Colburn är 520 meter över havet.
Terrängen runt Mount Colburn är huvudsakligen kuperad, men österut är den platt. Havet är nära Mount Colburn norrut. Mount Colburn är den högsta punkten i trakten. Trakten är obefolkad. Det finns inga samhällen i närheten.